# Verso libre
El verso libre es una forma de expresión poética que se caracteriza por su alejamiento intencionado de las pautas de rima y metro que predominaron en la poesía occidental hasta finales del siglo XIX. Por tanto es una forma muy próxima al poema en prosa y la prosa poética, de los que se distingue visualmente por conservar la disposición tipográfica en líneas sangradas propia del verso. Al uso del verso libre se le denomina frecuentemente versolibrismo, neologismo que no está recogido en el Diccionario de la Real Academia Española (2022).

## Historia
Con el precedente de la aestrófica silva barroca del siglo XVII, que lo anuncia, el verso libre nace en la segunda mitad del siglo XIX como alternativa a las formas métricas estróficas consagradas por la tradición, como el soneto o la décima, pues se tenía por una forma más natural, más coloquial y menos convencional que el verso medido común, al reproducir la respiración e "inspiración" misma del poeta. Se desarrolla principalmente en Francia y en Estados Unidos.
En Francia, tras el lejano precedente de Blaise de Vigenère (1523-1596) y su traducción de los Salmos en 1588, surge la prosa poética en los románticos Chateaubriand y Aloysius Bertrand, por ejemplo, y sigue este camino, en el seno del simbolismo, el Spleen de París de Charles Baudelaire, sin ser todavía verso libre; poco después ya lo son dos poemas de Arthur Rimbaud contenidos en Illuminations (compuesto entre 1872 y 1875 y publicado en 1886): «Marines» y «Mouvement», y se forja definitivamente en Des Fleurs de bonne volonté (1890) y Derniers vers (1890) de Jules Laforgue. Hay que señalar, además, que Laforgue realizó la traducción francesa de Leaves of Grass del poeta estadounidense Walt Whitman (1819-1892), que escribía en «verso blanco».
En efecto, el primer escritor notable que utiliza el verso libre es Walt Whitman, que se inclina por un tipo de verso irregular de gran extensión (el versículo), tomado de la versión inglesa de la Biblia y más en concreto del paralelismo semántico que caracteriza la lírica de Salmos y Profetas.
Algunos otros poetas del simbolismo francés lo introdujeron, como Gustave Kahn, separándose así del preciosismo parnasiano, cuyas virtuosas formas estróficas sentían agotadas. Stéphane Mallarmé resumía así su postura:
Asistimos ahora a un espectáculo verdaderamente extraordinario, único, en la historia de la poesía: cada poeta puede esconderse en su retiro para tocar con su propia flauta las tonadillas que le gustan; por primera vez, desde siempre, los poetas no cantan atados al atril. Hasta ahora –estará usted de acuerdo– era preciso el acompañamiento de los grandes órganos de la métrica oficial. ¡Pues bien! Los hemos tocado en demasía, y nos hemos cansado de ellos.
En Alemania Goethe lo probó en algunos poemas, logrando algunas obras maestras como su "Prometheus", y Hölderlin lo usó ocasionalmente, pero el más insistente fue Heinrich Heine, quien lo utilizó en 22 poemas. 
Con varios precedentes importantes (Rosalía de Castro, José Martí, José Asunción Silva, Amado Nervo, Rubén Darío), en el mundo hispánico lo introdujo fundamentalmente Juan Ramón Jiménez, después de ciertos tanteos en su libro Estío (1916, poemas XLIV, L, LXI y LXIX) con un poemario por primera vez enteramente escrito en verso libre, su Diario de un poeta recién casado (1917) y poco después lo siguió León Felipe, aunque con un tipo de verso libre más bien afín al estilo whitmaniano que al simbolista (no en vano había traducido a Whitman), para al fin instaurarse como un medio natural de expresión entre los poetas de las Vanguardias (que no asumen tradición alguna, ni siquiera la métrica), en especial los surrealistas de la Generación del 27, en la modalidad conocida como versículo (Vicente Aleixandre, Luis Cernuda, Rafael Alberti, Federico García Lorca) y algunos hispanoamericanos (Pablo Neruda, Vicente Huidobro, José Antonio Ramos Sucre, Jorge Luis Borges ocasionalmente). Posteriormente en España seguirán el verso libre parte de los miembros de la corriente llamada Poesía desarraigada de postguerra, inspirándose en los libros Hijos de la ira de Dámaso Alonso (muy influido por el paralelismo de los siete salmos penitenciales de la métrica hebraica y sus sintagmas no progresivos), y Sombra del paraíso de Vicente Aleixandre, ambos del año 1944.

## Características
- No sigue regla métrica ni rítmicas.
- El verso libre obliga al poeta a construir un código particular de expresión poética.
- La pausa entre un verso y otro les concede una identidad expresiva particular.
- La forma del poema y la medida de los versos las dicta el estado de ánimo del poeta.